# Gottfried Polysius
Gottfried Polysius (* 27. November 1827 in Dessau; † 21. April 1886 ebenda; vollständiger Name: Andreas Ernst Gottfried Polysius) war ein deutscher Schlosser-Meister und Unternehmensgründer.

## Familie
Gottfried Polysius wurde als einziger Sohn von Gottfried Polysius und dessen Ehefrau Louise Polysius geb. Sturm in Dessau geboren. Sein Vater war Verwalter der herzoglichen Schafzucht in Dessau. Er heiratete Louise Amelang, Tochter des Holzhändlers und Musikers Gottfried Amelang und der Leopoldine Amelang geb. Schmidt. Mit ihr hatte er zwei Söhne: Otto Polysius (1863–1933) und Max Polysius (1870–1932).

## Leben
Polysius besuchte zunächst das herzogliche Gymnasium in Dessau. Er erkannte, dass ihm die aufkommende Industrialisierung Chancen einbringen könnte und erlernte das Schlosserhandwerk. Die Lehrjahre führten ihn u. a. in die Schweiz, nach London und Paris. Ostern 1859 eröffnete er, inzwischen Schlossermeister, mit einem Lehrling eine Werkstatt in Dessau und legte damit den Grundstein für das spätere Unternehmen, die G. Polysius AG. Gottfried Polysius produzierte zunächst Geldschränke.
Am 23. Mai 1870 gründete er die G. Polysius Eisengießerei und Maschinenfabrik, die sich mit selbstkonstruierten und leistungsstarken Mühlen in der damals noch jungen Baustoff-Industrie etablierte. Die Produktion begann mit 32 Arbeitern. Neben Geldschränken wurden Göpel und Schüttelsiebe gebaut. 1875 lieferte das Unternehmen die schmiedeeisernen Tore für das Herzogliche Schloss in Dessau. Die gemeinsame Liebe zur Musik und zum Theater führte zu einer Freundschaft mit seinem Landesherrn, Herzog Friedrich I. von Anhalt. Neben dem Herzog war er der einzige, der bei Proben im Theater abklopfen durfte.
Ab 1876 begann die Produktion von Dreschmaschinen, Sägemühlen und Dampfmaschinen. Außer diesen landwirtschaftlichen Maschinen produzierte Polysius auch Getreidemühlen, Brauerei- und Brennereianlagen. Daneben erwarb Gottfried Polysius ein Patent für eine Stauch- und Schweißmaschine. Besonders engagierte er sich in der aufstrebenden Rübenzuckerindustrie.
Am 29. April 1883 wurde Polysius zum Kommissionsrat ernannt. Während einer Tannhäuser-Aufführung in seinem geliebten Dessauer Hoftheater erlag Gottfried Polysius am 21. April 1886 einem Herzinfarkt.